# Clopton Red (manzana)
Clopton Red es una variedad cultivar de manzano (Malus domestica). 
Un híbrido del cruce de Cox's Orange Pippin x polen de variedad de origen desconocido. Criado en 1946 por Justin Brooke en "Clopton Hall" en Wickhambrook, Suffolk, Inglaterra. Introducido en los circuitos comerciales en 1961. Las frutas tienen una pulpa firme con un sabor dulce y rico.

## Historia
'Clopton Red' es una variedad de manzana, híbrido del cruce como Parental-Madre de Cox's Orange Pippin x polen como Parental-Padre de variedad de origen desconocido. Introducido en los circuitos comerciales en 1961.
'Clopton Red' se cultiva en la National Fruit Collection con el número de accesión: 1966 - 072 y Accession name: Clopton Red.

## Características
'Clopton Red' árbol de extensión erguida, de vigor moderadamente vigoroso, portador de espuela. Tiene un tiempo de floración que comienza a partir del 12 de mayo con el 10% de floración, para el 18 de mayo tiene una floración completa (80%), y para el 25 de mayo tiene un 90% caída de pétalos.
'Clopton Red' tiene una talla de fruto de pequeño a medio; forma amplia globosa cónica; con nervaduras muy débiles, y con corona ausente; epidermis con color de fondo es verde amarillo, con un sobre color rojo naranja, importancia del sobre color bajo a medio, y patrón del sobre color rayado / moteado presentando rayas finas y más oscuras enrojecido de un rojo brillante en la cara puesta al sol, algunas lenticelas rojizas, "russeting" (pardeamiento áspero superficial que presentan algunas variedades) bajo; la piel tiende a ser lisa y se vuelve grasienta en la madurez; ojo de tamaño mediano y está cerrado en forma de embudo; pedúnculo largo y delgado, colocado en una cavidad cubierta de "russeting" en forma de embudo; carne es de color crema y es densa. Textura suave, jugosa dulce, refrescante enérgica. Esencialmente una manzana 'Cox' con un sabor ligeramente diferente.
Su tiempo de recogida de cosecha se inicia a finales de septiembre. Se mantiene bien durante dos meses en cámara frigorífica.

## Usos
Una buena manzana de uso de postre fresca en mesa.

## Ploidismo
Diploide, auto estéril. Grupo de polinización: E, Día 18.